# دنوش
دانوش (به انگلیسی: Dhanush) (زاده ۲۸ ژوئیه ۱۹۸۳) بازیگر هندی است. از فیلم‌هایی که وی در آن نقش داشته‌است می‌توان به ۳ اشاره کرد.

## فیلم‌شناسی
فهرست برخی از فیلم‌هایی که دنوش در آنها به ایفای نقش پرداخته‌است:
- ۳
- شامیتاب
- فارغ‌التحصیل بیکار
- فارغ‌التحصیل بیکار ۲
- زمین بازی
- سفر شگفت‌انگیز مرتاض
- دوست‌داشتنی
- ماری ۲
- اسورا
- گلوله‌ای به نام من
- ماری
- بازی الهی آغاز می‌شود
- بچه کوچک
- داماد
- آرجون پاتیالا
- این یک دوره رؤیایی بود
- شنا در برابر جزر و مد
- عجیب غریب
- ماریان
- این چه توهمی است؟
- مرد خاکستری
- سولان
- پسر وفادار
- چنای شمالی
- پسر طلایی
- کاپیتان میلر
- مردی با چندین سایه
- ببر
- بی‌سواد
- هیولا
- من یک فرشته دیدم